# 粗叶耳草
粗叶耳草（学名：Hedyotis verticillata）为茜草科耳草属下的一个种。

## 扩展阅读
- 維基物種上的相關：粗叶耳草